# Coryanthes hunteriana
Coryanthes hunteriana là một loài lan.